# عملة ذهبية بمناسبة الذكرى 225 للحرية الأمريكية
عملة الحرية الأمريكية الذهبية بمناسبة الذكرى 225 لتأسيس دار سك العملة الأمريكية (أو عملة الحرية الأمريكية الذهبية لعام 2017) هي عملة ذهبية بوزن أونصة واحدة صُكّت تخليدًا للذكرى 225 لتأسيس دار سك العملة الأمريكية. صدرت في 6 أبريل 2017. وفي وقت لاحق من ذلك العام صدرت سلسلة أخرى من الميداليات الفضية بوزن أونصة واحدة تحمل نفس التصاميم في 6 أكتوبر.
أثار تصميم العملة الذي كان أول تصوير يُسك لإلهة الحرية على هيئة امرأة أمريكية من أصل أفريقي محادثة وطنية حيث شاهد عدد قياسي من المشاهدين البث المباشر لدار سك العملة الأمريكية في يناير 2017. كانت عملة عام 2017 نتيجة لاستكشاف مفاهيم ليبرتي جديدة وحديثة وكانت مستوحاة بشكل مباشر من ليبرتي الأمريكية الأفريقية المثيرة للجدل عام 2015 والتي صممها فنان آخر من معهد أمريكا للفكر. أوصت لجنة الفنون الجميلة بتصميم عام 2015 لعملة ليبرتي الأمريكية ذات النقش البارز لعام 2015 ولكن لم تختار في النهاية لسكها.

## المناصرة
في عام ٢٠١٤ أصدرت دار سك العملة الأمريكية اقتراحًا بسكّ سلسلة من العملات الذهبية ذات النقوش البارزة للغاية والميداليات الفضية. في ٢٢ يوليو ٢٠١٤ وافقت اللجنة الاستشارية للمواطنين في مجال سك العملة (سي سي أيه سي) على الاقتراح. وقد وافقوا على العملات الذهبية دون إشراف من الكونجرس الأمريكي بموجب السلطة القانونية التشريعية القائمة لدار سك العملة بينما مُنحت الميداليات الفضية بموجب سلطة وزير الخزانة.
أصبحت توصية لجنة صك العملات الأجنبية الأمريكية (سي سي أيه سي) لعملة عام 2017 موضع جدل إذ كانت المرة الأولى التي يُصوَّر فيها أمريكي من أصل أفريقي على أنه سيدة الحرية على عملة أمريكية. ووجّه بعض هواة جمع العملات انتقاداتهم لإدارة الرئيس أوباما مع أن دار سك العملة الأمريكية ولجنة صك العملات الأجنبية الأمريكية (سي سي أيه سي) اتفقتا حصريًا على اختيار العملة وتصميمها. ومع ذلك كُشِف عن تصميم العملة الذهبية في يناير 2017 وأصبحت متاحة للشراء في يوليو من العام نفسه.

## تحديد
- حالة العرض : خشب صلب مطلي باللون الأسود
- الحافة : مكتوبة
- الوزن : 31.108 جرام
- القطر : 30.61 مم
- النهاية : دليل
- التركيب : 99.99% ذهب
- المحتوى : غرامة 0.9999[6][7]

## وصف
تم اختيار تصميم العملة الذهبية والميدالية الفضية المرافقة لها من قبل اللجنة الاستشارية لسكّ العملات للمواطنين من بين أكثر من 20 تصميمًا مرشحًا متنافسًا وكان العديد منها يهدف أيضًا إلى عكس التنوع الذي تطورت به الثقافة والقيم الأمريكية بمرور الوقت. فضلت اللجنة بشدة التصميم المختار حيث ذكر الأعضاء أنه يمثل "تمثيلًا حديثًا للحرية في القرن الحادي والعشرين" مع تأثير عاطفي على الأمريكيين المعاصرين.
يظهر على وجه العملة الذهبية تمثال الحرية مُصوَّرًا كامرأة أمريكية من أصل أفريقي شابة ترتدي تاجًا من النجوم. كما نُقش على شعرها كلمات "ليبرتي" و"1792" و"2017" و"بالله نثق". صُمم الوجه من قِبل جاستن كونز مصمم برنامج الاندماج الفني (أيه أي بيه) التابع لدار سك العملة ونقشته النحاتة والنقاشة فيبي هيمفيل.
ويظهر على ظهر العملة صورة نسر أصلع أمريكي يطير من اليسار إلى اليمين وقد صممها مصمم أيه أي بيه كريس كوستيلو ونقشها مايكل جوديوسو.
سكت هذه العملة في دار سك العملة في ويست بوينت وكانت أول عملة بارزة ذات لمسة نهائية تسك في الولايات المتحدة.

## الميدالية الفضية

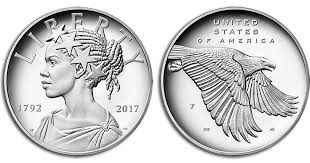
الميدالية الفضية للذكرى السنوية 225 للحرية الأمريكية

أصدرت دار سك العملة الأمريكية سلسلة من الميداليات الفضية عيار 999 وزنها أونصة واحدة كإضافة إلى عملتها الذهبية بمناسبة الذكرى السنوية الـ 225. وقد سُكّت هذه الميداليات في دار سك العملة في فيلادلفيا وأُصدرت في 19 أكتوبر/تشرين الأول.

### مواصفات الميدالية الفضية
- الحافة : عادية
- الوزن : 31.103 جرامًا
- القطر : 40.60 مم
- التركيب : 99.99% فضة
- المحتوى : غرامة 0.9999
- علامة السك : بيه

## الاستقبال والمبيعات
أثار استخدام امرأة أمريكية من أصل أفريقي في التصميم جدلاً طفيفًا داخل مجتمع علم العملات. كان هناك حد للسك يبلغ 100000 قطعة من العملات الذهبية. بيع 14285 قطعة أو 14.3٪ من الإجمالي المحتمل في اليوم الأول الذي أصبحت فيه العملة متاحة في كتالوج دار سك العملة الأمريكية. في أغسطس 2022 أجرت دار سك العملة الأمريكية عرضًا خاصًا لفترة محدودة حيث قدمت عملة ذهبية مجانية بقيمة 10 دولارات أمريكية من ليبرتي 1/10 أونصة 2018-دبليو مع كل عملية شراء لعملة ليبرتي الذهبية الأمريكية ذات الأونصة الواحدة بمناسبة الذكرى السنوية 225 في محاولة لتصفية المخزون المتبقي. تشير أرقام المبيعات التراكمية التي أصدرتها دار سك العملة الأمريكية في 4 ديسمبر 2022 إلى بيع 38020 قطعة مع بيع إجمالي 39061 قطعة فقط بحلول 31 ديسمبر 2023. اعتبارًا من 5 يناير 2024 لا تزال العملة متاحة للبيع من قبل دار سك العملة مع أن نفاد تصميمات تمثال الحرية الأمريكي البارز لعام 2015 و2019 و2021 و2023.
بلغت مبيعات الميداليات الفضية في اليوم الأول 26,833 قطعة متفوقة على نظيرتها الذهبية.

## الروابط خارجية
- بوابة نيومان للعملات، مجموعة من التصاميم المرشحة
- صفحة كتالوج دار سك العملة الأمريكية

قالب:Coinage (United States)قالب:US commemorative coinage (2010s)